# 도리스 컨스트먼

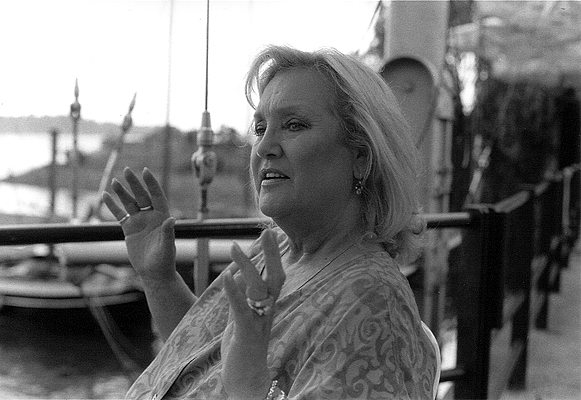

도리스 컨스트먼(Doris Kunstmann, 1944년 10월 22일 ~ )은 독일의 배우, 영화배우, 연극 배우이다.
함부르크에서 태어났다.

## 영화
- 폴니셰 오스테른 (2011년)
- 평온한 시절 (2008년)
- 선탠하는 사람들 3 - 인생의 친구들 (2006년)
- 퍼니 게임 (1997년)
- 불타는 추적 (1975년)
- 히틀러: 더 라스트 텐 데이즈 (1973년)